# Songs from the big room
Songs from the big room is een studioalbum van Magenta in de vorm van een ep.
Het album werd uitgegeven via bandcamp in de vorm van een digitaal album en een beperkte oplage aan fysieke compact discs. Het album is opgedragen aan een fan die in 2020 overleed. Het werd opgenomen in een tijd dat de band even bij elkaar kon zijn, voordat (opnieuw) beperkende maatregelen werden doorgevoerd ter bestrijding van de coronapandemie. Het album bevat de in de drie dagen opgenomen drie tracks en remixen daarvan. Plaats van handeling was de Real World Studios. 

## Musici
De deelnemende musici werden niet opgegeven. De band bestond destijds uit:
- Christina Booth – zang
- Robert Reed – toetsinstrumenten
- Chris Fry – gitaren
- Jiffy Griffiths – drumstel
- Dan Nelson – basgitaar

Zij werden aangevuld met saxofonist en achtergrondzanger Pete Jones bij de drie versies van Because.

## Muziek
| Nr. | Titel                              | Duur |
| --- | ---------------------------------- | ---- |
| 1.  | Too many voices                    | 5:31 |
| 2.  | Because                            | 6:18 |
| 3.  | Breaking point                     | 6:03 |
| 4.  | Too many voices (remix Oli Jacobs) | 5:35 |
| 5.  | Because (remix Oli Jacobs)         | 6:54 |
| 6.  | Breaking point (remix Oli Jacobs)  | 6:14 |
| 7.  | Because (Chimpan mix)              | 5:57 |